# تدهور البيانات

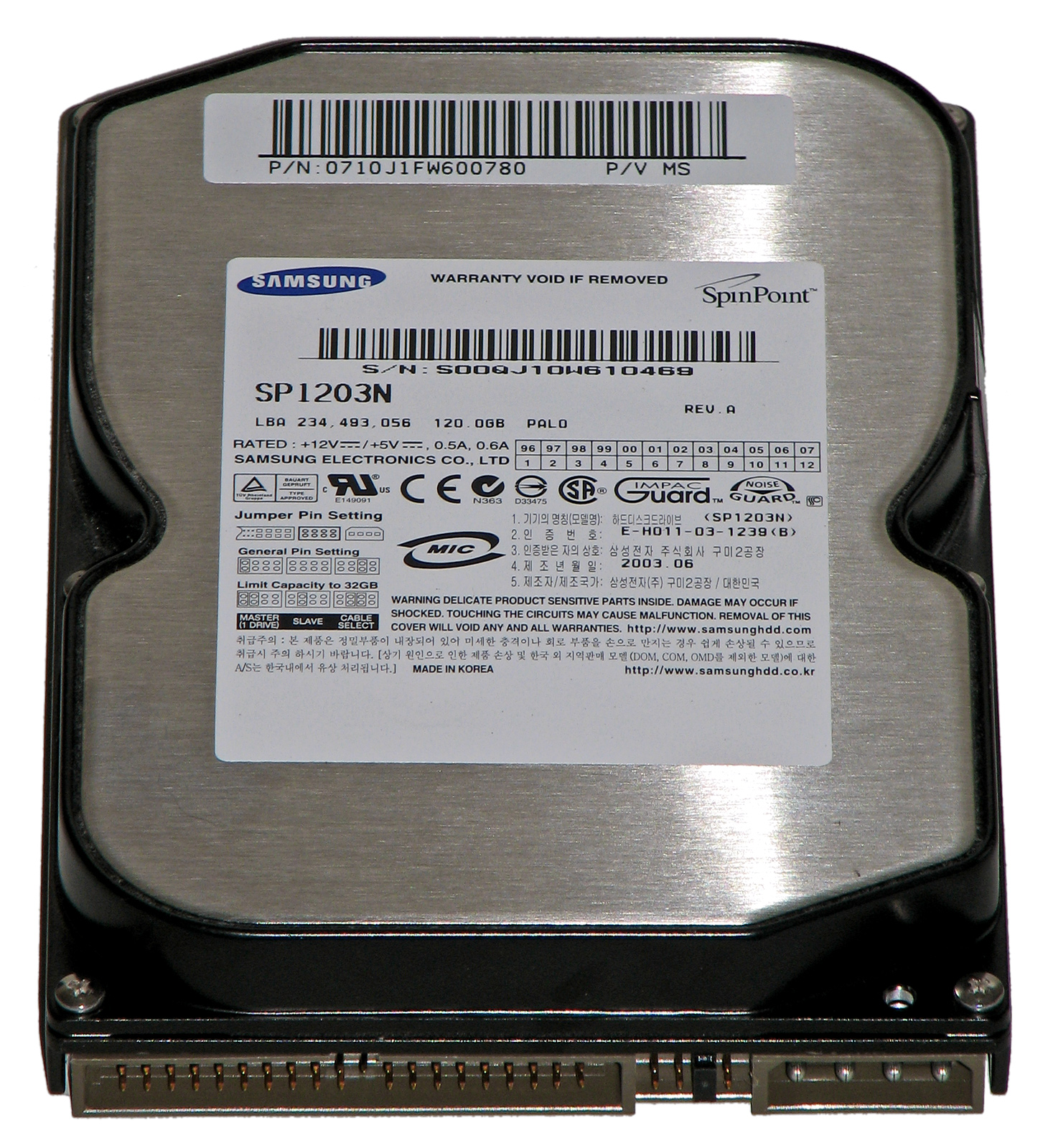
تظهر هذه الصورة القرص الصلب IDE (Samsung SP1203N - 7200 دورة في الدقيقة - 120 جيجابايت).

تدهور البيانات هو الفساد التدريجي لبيانات الكمبيوتر بسبب تراكم الأعطال غير الحرجة في جهاز تخزين البيانات . ويشار إليه أيضًا باسم تحلل البيانات أو تعفن البيانات أو تعفن البت . ويؤدي هذا إلى انخفاض جودة البيانات مع الوقت، حتى لو لم تستخدم البيانات. يتضمن مفهوم تدهور البيانات تقليل البيانات تدريجيًا في العمليات المترابطة، حيث تُستخدم البيانات لأغراض متعددة بمستويات مختلفة من التفصيل. في نقاط معينة في تسلسل العملية، يتم تقليل البيانات بشكل لا رجعة فيه إلى مستوى يظل كافياً لإكمال العملية بنجاح.